# Hyophiladelphus
Hyophiladelphus là một chi rêu trong họ Pottiaceae.